# 小畑亜章子
小畑 亜章子（おばた あきこ、1981年10月27日 - ）は、神奈川県出身の元バスケットボール選手。ニックネームは「テル」。ポジションはガード。

## 来歴
名門富岡高から、デンソーに入社。
2008-09シーズンには最多スティールを記録。
2005年には東アジア大会日本代表に選出。
2009年にもアジア選手権日本代表に選ばれた。
2011年度アシスト王（2年連続3度目）。
2012年4月引退。
引退後は筑波大学大学院で学んだ後、男子Bリーグ、三遠ネオフェニックススクールコーチを務めた。
2019年4月、デンソーアシスタントコーチ就任。

## 経歴
- 富岡高校 - デンソー（2000年〜2012年）

## 日本代表歴
- 2005東アジア大会
- 2009アジア選手権